# Elephant Hill Provincial Park
Der Elephant Hill Provincial Park ist ein 968 ha großer Provinzpark im kanadischen British Columbia. Der Park wurde im Jahr 1996 gegründet und liegt wenige Kilometer nördlich von Ashcroft bzw. südöstlich von Cache Creek im Thompson-Nicola Regional District.
Mit seiner Größe liegt er im hinteren Mittelfeld der Parks in der Provinz.

## Anlage
Der Park besteht aus zwei Teilen. Ein rechteckiges Gebiet zieht sich in Nord-Süd-Richtung, während sich das zweite vom nördlichen Ende des ersten aus nach Ost zieht. Am Schnittpunkt dieser beiden Teile wird der Park durch den Highway 97C durchschnitten. Im von Nord nach Süd verlaufenden Anteil des Parks befindet sich der namensgebende Elephant Hill, mit 849 m gleichzeitig der höchste Punkt im Park. Im in Ost-West-Richtung verlaufenden Anteil des Parks findet sich ein anderer nahezu gleich hoher Hügel.
Bei dem Park handelt es sich um ein Schutzgebiet der Kategorie II (Nationalpark).

## Geschichte
Wie bei fast allen Provinzparks in British Columbia gilt auch für diesen, dass er lange bevor die Gegend von europäischen Einwanderern besiedelt oder sie Teil eines Parks wurde Jagd- und Fischereigebiet verschiedener Stämme der First Nations, hier der Secwepemc, war.
Das Schutzgebiet wurde am 30. April 1996 eingerichtet. Sein Status wurde dann mit dem Park Amendment Act am 23. Juli 1997 neu festgelegt.
Im Jahr 2017 war der Park und seine Umgebung Schwerpunkt eines der großen Waldbrände in British Columbia. Der als Elephant Hill Fire bezeichnete Waldbrand vernichtet eine Fläche von rund 192.000 ha.

## Flora und Fauna
Das Ökosystem von British Columbia wird mit dem Biogeoclimatic Ecological Classification (BEC) Zoning System in verschiedene biogeoklimatischen Zonen eingeteilt. Diese biogeoklimatischen Zonen zeichnen sich durch ein grundsätzlich identisches oder sehr ähnliches Klima sowie gleiche oder sehr ähnliche biologische und geologische Voraussetzungen aus. Daraus resultiert in den jeweiligen Zonen dann auch ein sehr ähnlicher Bestand an Pflanzen und Tieren. Innerhalb des Ökosystems von British Columbia wird das Parkgebiet der Bunchgrass Zone zugeordnet.
Das Klima in der Gegend ist semiarid, d. h., es ist heiß und trocken. Entsprechend dem Klima ist die Flora und Fauna. Die Gegend wird beherrscht von Trockengras sowie der Pazifik-Klapperschlange und der Kiefernnatter. An größeren Jägern kommen Kojoten vor.

## Aktivitäten
Eine touristische Nutzung des Parks ist nicht vorgesehen. Entsprechende Infrastruktur ist im Park nicht vorhanden.